# 6886 Grote
6886 Grote este un asteroid din centura principală de asteroizi.

## Descriere
6886 Grote este un asteroid din centura principală de asteroizi. A fost descoperit pe 11 februarie 1942 la Turku de Liisi Oterma. El prezintă o orbită caracterizată de o semiaxă mare de 2,57 ua, o excentricitate de 0,16 și o înclinație de 9,1° în raport cu ecliptica.